# Jagh kommer för tigh, Herre
Jagh kommer för tigh, Herre är en svensk bönepsalm skriven av Jesper Swedberg. Psalmen är skriven till kungen av Sverige.

## Publicerad i
- Den svenska psalmboken 1694 som nummer 377 under rubriken "En Konungs Böne Psalm".
- 1695 års psalmbok som nummer 320 under rubriken "En Konungs Böne-Psalm".[1]